# Голема Фуча
Голема Фуча е полупланинско село в Западна България. То се намира в община Бобов дол, област Кюстендил, в полите на планина Колош, която е част от масива на Коньовска планина.

## География
Село Голема Фуча се намира в Конявската планина, по-точно в югозападната и част под връх Колош. Разположено е по южните скатове на Колошкия дял на планината и заема площ от 15 кв. км. Отстои на 8 км северозападно от Бобов дол. Селцето се състои от 5 махали.
Надморската височина варира между 700 м и 800 м, като достига до над 1300 м в планинския горист район на землището на селото. Селото има изграден главен път около 6 – 7 км и други врторостепенни пътища. Има изградена вилна зона в покрайнините на селото.
Над селото величествено се извисява връх Колош с височина 1314 м, който е привлекателен туристически пункт и буди интерес с природните си красоти като един от планинските първенци в региона и поради многобройните древни и нови исторически обекти.
От две от махалите се разкрива неописуем изглед към цялата долина, склоновете на Рила и нейните върхове.
На север от резервата Янкьовец има ловна хижа. По-надолу започва резерватът Люлякова падина. В края на май и началото на юни местността ухае на бял, розов и червен люляк. Тук расте и рядко срещаното жълто диво лале. В северозападна посока пътека води надолу до местността Манастира, където е манастирът „Св. Николай Летни“. Тук е изворът на Кленовска река.

## История
В района на селото са открити редица археологически останки от траките и римляните. В селото съществуват местности, които са част от народните традиции и обичаи./Светата вода, Манастирчето, Дабо и др./.
Следи от римски и византийски заселници са намерени в местността Градище. На места личат останки от второстепенни и третостепенни римски пътища през Колош от запад на изток и до Беломорието /към Солун/. През Средновековието планината е била ту във византийска, ту в българска територия.
По път, средно проходим за автомобили през борова гора за около 2 часа се стига до местността Говедарника, където се намира късноантичната крепост Градище. Разположена е на естествено защитен терен с елипсовидна форма, дълга е около 400 крачки и широка до 80 м. Градена е от ломен камък и хоросан. При разкопки са намерени строителна и битова керамика, железни предмети и бронзови монети, повечето от времето на император Константин Велики (312 – 337 г.). Тази крепост е една от 35-те в полузависимото малко царство на болярина Кракра, управлявал област, съставена от две по-малки – Грахово и Мраката (Радомирско). Крепостите пазили югозападната част на Конявската планина от нападения откъм крепостта Пауталия /гр. Кюстендил/. Защитник на крепостта Градище бил верният на болярина Кракра войвода Янкула (откъдето идва и името на местността Янкьовец). Негов пръв сподвижник бил хайдутинът Колош (откъдето идва и името на планината), пазител на пътищата в района.
През 1985 година селото има 292 жители.

## Население
Численост и дял на етническите групи според преброяването на населението през 2011 г.:
|                     | Численост | Дял (в %) |
| Общо                | 118       | 100,00    |
| Българи             | 118       | 100,00    |
| Турци               | 0         | 0,00      |
| Цигани              | 0         | 0,00      |
| Други               | 0         | 0,00      |
| Не се самоопределят | 0         | 0,00      |
| Неотговорили        | 0         | 0,00      |

## Редовни събития
Ежегодно се провежда събор на селото, на първата събота от месец юни. Започват тържествата на центъра на селото пред кметството, след което се пренасят на вила Ведрица в местността Янкьовец.

## Забележителности
Селото е известно с многобройните извори и чешми, както и с добива си на плодове, най-вече круши.
В близост до селото има три хижи, най-близката е Ловната хижа, която е част от Ловното стопанство и е най-скоро изградената.
Най-популярната и най-старата хижа е вила „Ведрица“, намираща се в местността Янкьовец – защитена природна местност. Наблизо се намира Божурово урнище, където расте див божур, който е защитен от закона.
Природните дадености на Колош планина са условие за растежа на планинския красавец „див розов божур“ /самовилски божур/, оцелял на площ от 30 дка само в красивата Колош. Ако не се вземат мерки за опазването му, и той ще изчезне от планинското било.
Ежегодно на хижа „Ведрица“, позната на местното население като Янкьовец, се провежда местният събор на селото, който по традиция се празнува първата събота на месец юни, като тържествата започват в центъра на селото, след което се пренасят на хижата, разположена сред вековна дъбова гора – защитен природен обект. На юг от резервата е връх Колош, кръстен на хайдутина Колош.
Падането на мъгла на тази височина означава, че времето ще се развали. При ясно време върхът служи като планинска наблюдателница. На север е веригата от ридове на Голо Бърдо, на изток – Витоша с конусовидния Черни връх, на юг в далечината – заоблените очертания на Рила, а в дъното край Струмската долина – острите върхове на Пирин. В югозападна посока се вижда Осоговската планина с първенеца Руен (2253 м). Оттук човек може да се наслади и на плодородните котловинни полета на Кюстендил, Дупница, Радомир и долината на река Струма.
Последната хижа е хижа „Момин кладенец“, намираща се близо до вила „Ведрица“ и се посещава и от близкото село Извор. От нея се очертават върховете Сливата, Градището, Чаталето и връх Колош. Хижата е 3-етажна, построена е през 1985 г. от ловното и туристическото дружества, кметството в с. Извор и ОС на БТС-Перник.

## Легенда
Има няколко легенди за създаването на селото някои от тях са:
Разправя се за едно семейство – Фучините. Майка и двамата и синове. Майката заръчала на синовете си да отидат до селата Голема фуча и Мала фуча за да види кой е по-издрържлив. Големият син вървял по връх Колош и изненадващо го срещнали бели вълци, нападнали го и го изяли. Малкият син вървял и му се случило същото. От там вече останали тези имена Голема фуча и Мала фуча.
Някога в района на село Бабино живяла една вдовица с децата си. На най-големите ѝ двама синове им казвали „Фучите“. Оженила ги майка им, дала им по двайсет овце и ги изпратила да живеят на ергеците – големият в полите на „Колош“, а малкия в подножието на нашия балкан, до реката. Така от семейството на малкия Фуча възникнало селището.
Друга, по-вероятна, легенда е името на селото да идва от турската дума fici – фучия, което значи „бъчва“. Заобиколено от три страни с баири, то действително прилича на бъчва, или по-скоро на яма, образувана при изваждане от земята нея грамадна бъчва.
Още една легенда е, че някога от Злокучане, по време на османската власт избягали двама братя, преследвани от турците. Единият от тях отишъл под „Колош“ и създал Голема Фуча, а другият създал Мала Фуча.
Сред местните съществуват предположения, че първопоселникът и създател на селото може да е някой потомък на някои от разбитите, посечени и разпръснати въстаници от Македония и Кюстендилско от въстанието през 1689 г.